# Ruínas da Igreja Matriz de São Matias, Alcântara, Maranhão

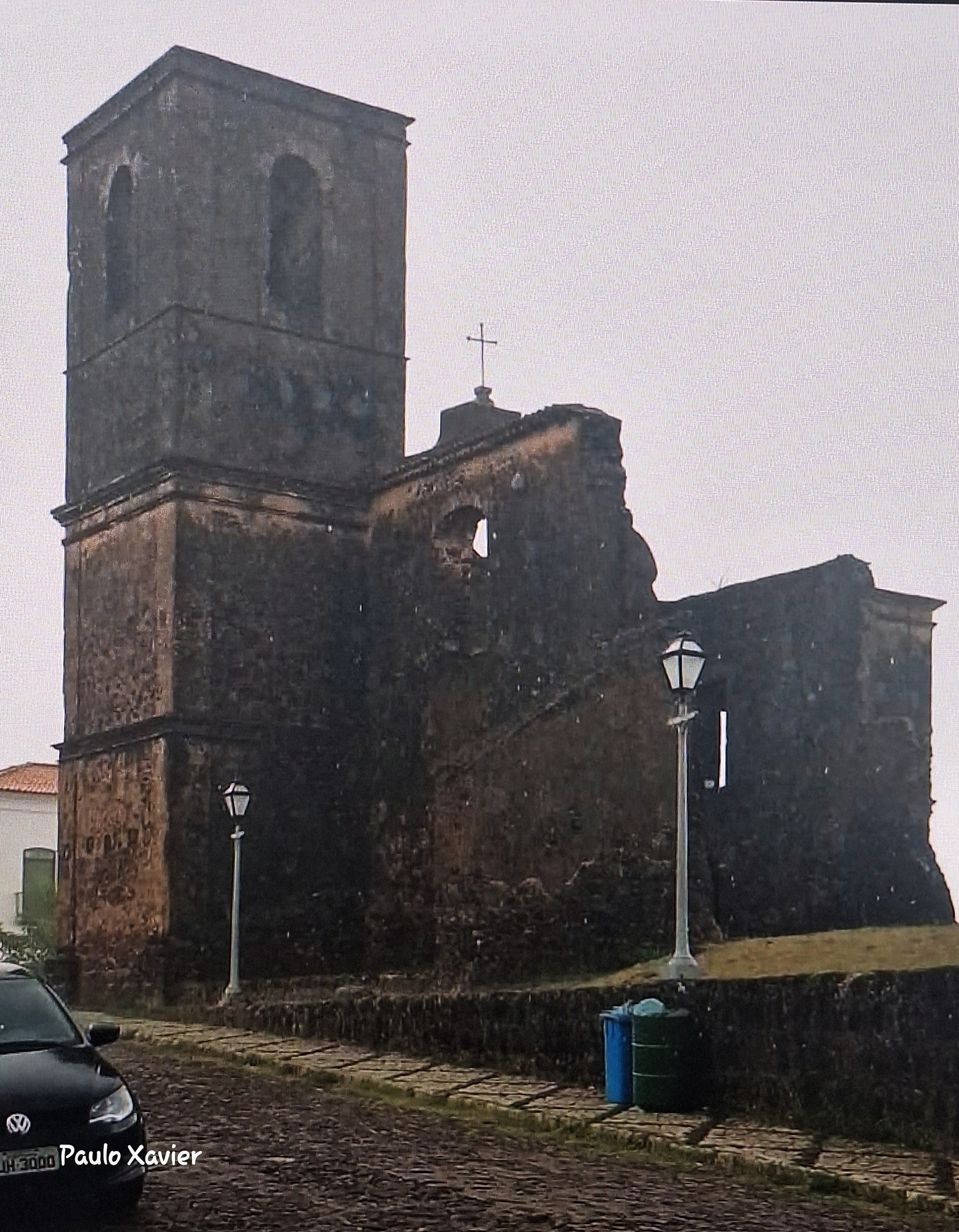
Ruínas da Igreja Matriz de São Matias, Alcântara, Maranhão.

As ruínas da Igreja Matriz de São Matias refletem o processo de estagnação vivido pela cidade de Alcântara, Maranhão, após uma confluência de fatores. De acordo com Pflueger (2002), Alcântara não foi capaz de reagir ao desmonte do sistema econômico vigente. Com isso, muito dos proprietários de terras abandonaram seus negócios e se transferiram para São Luís ou para regiões mais produtivas da Baixada Maranhense. 
O longo período de estagnação acelerou o processo de deterioração do patrimônio histórico. Devido a sua inegável importância histórica, a cidade de Alcântara foi colocada como monumento nacional em 1948. O centro histórico tombado compreende toda a área da sede do município. Conforme relato de Pflueger (2002), destacam-se as três Praças originais do século XVII, Praça da Matriz, Praça do Carmo e Praça das Mercês, incluindo-se a Praça do Rosário do século XVIII. Todas compreendidas como largos religiosos. 
Dentre as construções que se destacam na Praça da Matriz, tem-se as Ruínas da Igreja Matriz de São Matias. Conforme Lopes (2008), já existia no século XVII a Matriz da freguesia de São Matias, sendo sua construção atribuída a um dos primeiros governantes, Matias de Albuquerque. 
Essa apresenta fachada colonial simétrica, com frontão curvilíneo encima por cruz de ferro e abertura óculo central. A portada principal apresenta-se em cantaria lioz, composta por frontão também em pedra. De suas características originais poucos são os registros iconográficos que se preservaram. 
Silva (2007) relata que, atualmente, do pouco que restou da obra original, pode-se observar a fachada colonial simétrica, com a presença de uma torre de sino, e sua portaria principal que é feita de cantaria de lioz. Isso se procede, pois no final do século XIX, a igreja não resistiu a passagem do tempo e ao abandono, e seu telhado desabou, permanecendo apenas as ruínas. 